# Wolfgang Fortner
Wolfgang Fortner (født 12. oktober 1907 i Leipzig, Tyskland, død 5. september 1987 i Heidelberg, Tyskland) var en tysk komponist, lærer og dirigent.
Fortner var en af det 20 århundredes betydningsfulde komponister i den moderne klassiske musik. Han var inspireret af Paul Hindemith og Arnold Schönberg og den atonale musik, men dannede med årene sin egen meget personlige stil.
Fortner var lærer i komposition og musikteori ved Hochschule für Kirchenmusik Heidelberg.
Han har bl.a. undervist komponisten Hans Werner Henze.
Wolfgang Fortner modtog forskellige priser gennem årene, såsom Schreker-Preis Berlin (1948) og Bundesverdienstkreuz (1977).
Han komponerede tolvtonemusik, men med en lyrisk melodisk åre, som gav hans musik en original drejning.

## Udvalgte værker
- Symfoni (1947) - for orkester
- "Impromptu" (1957) - for stort orkester
- "Triptykon" (1977) - for orkester
- Violinkoncert (1947) - for violin og orkester
- Koncert (1932) - for orgel og strygere
- Koncert (1933) - for strygeorkester
- Symfoni Koncertante (1937) - for orkester
- Klaverkoncert (1943) - for klaver og orkester
- "Prismer" (1967) - for fløjte, obo, harpe, slagtøj og orkester
- "Triblum" (1966) - for 3 klaverer og orkester